# میر مفتون
میر مفتون (زاده ۱۹۶۲ در بدخشان) خواننده و نوازنده پامیری تاجیک‌تبار افغانستان است. سازهای تخصصی او دمبوره، هارمونیوم و قیچک است. وی در آهنگ‌هایش سبک‌های مختلف موسیقی منطقه بدخشان و شمال افغانستان را با یکدیگر ترکیب می‌کند. در غرب مفتون را عمدتاً به عنوان یک نوازنده می‌شناسند اما در افغانستان او را به عنوان خواننده نیز می‌شناسند. و وی بر اتحاد پارسی زبانان تأکید بسیار می‌کند

## زندگی‌نامه
میر مفتون در سال ۱۹۶۲ در ولسوالی اشکاشم ولایت بدخشان به دنیا آمد. در هشت سالگی شروع به خواندن و یادگیری آلات موسیقی کرده و در نوجوانی به شهرت رسید. میر مفتون دوبار ازدواج کرده است و از همسر دوم خود سه دختر و یک پسر دارد.

## ترانه‌شناسی
- عجب دنیاست این دنیا
- میروی جلوه کنان
- خاله
- رفیق گر بی وفا باشد
- دختر عمو جان
- جان جان یارَکِم
- انار انار
- لعل بدخشان
- تاجیکستان
- من عاشق رامینا
- دلبرکم بیا
- این کابل جانان است
- مادر
- ای وای بر جوانی
- گمانم آرزوهایم به گورستان می‌ماند
- فلک
- گهی بر دل
- گفته‌ها ناگفته می‌ماند چرا
- کار جهان در گذر است

و غیره…

## جوایز
او در سال ۲۰۰۱ به خاطر مهارت‌هایش در موسیقی و نقش او به عنوان یک واسطه فرهنگی برای موسیقی مردمی شمال افغانستان برنده جایزه بین‌المللی پرنس کلاوس شد که یکی از جوایز معتبر سلطتنی هلند است.